# Чемпионат Азии по шоссейным мотогонкам
Чемпионат Азии по шоссейным гонкам ФИМ (англ. FIM Asia Road Racing Championship), также известный как «Идемитсу Чемпионат Азии по шоссейным гонкам ФИМ» (англ. Idemitsu FIM Asia Road Racing Championship) — региональный чемпионат Азии по шоссейным мотогонкам, проводимый с 1996 года.
Этот чемпионат относится к категории производственных гонок, подобно чемпионату мира по суперспорту, британскому чемпионату по суперспорту, чемпионату AMA Supersport и австралийскому чемпионату по суперспорту. В гонках участвуют модифицированные версии дорожных мотоциклов, имеющихся в свободной продаже.
В настоящее время чемпионат разделен на четыре открытых класса — ASB1000 (Asia Superbikes), SuperSports 600cc, Asia Production 250cc и Underbone 150cc. В 2019 году возрождается новый класс Asian Superbikes.

## Обзор
Чемпионат Азии по шоссейно-кольцевым гонкам был впервые организован в 1996 году в рамках общеазиатской инициативы, направленной на развитие мотоциклетного спорта на континенте. Чемпионат получил одобрение Международная федерация мотоциклетного спорта (FIM) в 1997 году и с тех пор признан азиатским континентальным чемпионатом FIM.
Коммерческие права принадлежат компании «Два колеса Мотор Рейсинг», а в качестве спортивной санкционирующей организации выступает FIM Asia.
Сезон 2020 года состоит из семи этапов с двумя гонками на каждый этап.